# Le Sillon (roman)
Pour les articles homonymes, voir Le Sillon.
Le Sillon est un roman de Valérie Manteau publié le 30 août 2018 aux éditions Le Tripode et ayant reçu le prix Renaudot la même année. 

## Historique du roman
Le 7 novembre 2018, le roman obtient le prix Renaudot, alors même qu'il n'était pas dans la liste finale des sélectionnés – il avait été écarté entre la première et la deuxième liste des sélectionnés – par six voix sur dix au sixième tour de scrutin,.
Alors que le roman s'était vendu à environ 6 000 exemplaires jusqu'à l'obtention du Renaudot, l'éditeur doit réaliser trois réimpressions – pour un total de 85 000 exemplaires – pour satisfaire aux demandes des libraires.

## Résumé
Selon l'autrice, Le Sillon pourrait être présenté comme "un livre engagé sur l'histoire de la Turquie contemporaine". 
Le Sillon est une chronique de la vie de la narratrice à Istanbul durant les années 2015-2016. La narratrice, une Française installée dans le quartier de Cihangir d'Istanbul pendant quelques mois, fréquente les milieux d'opposition au pouvoir dans le pays. Elle s'intéresse notamment au travail et à la vie du journaliste turco-arménien Hrant Dink. Celui-ci, fondateur du journal hebdomadaire turco-amrnien Agos (« Le Sillon » en français), a été assassiné à Istanbul en 2007. La narratrice tire un parallèle avec l'attentat contre la rédaction de Charlie Hebdo (Valérie Manteau fut une collaboratrice du journal de 2009 à 2013). 
La chronique mêle des évènements intimes et sociaux et met en lumière les difficultés des oppositions politiques face à la dérive autoritaire du gouvernement Erdogan. Le roman revient sur des évènements comme le mouvement protestataire de 2013 du Parc Gezi, la tentative de putsch militaire de juillet 2016, ainsi que les démêlés judiciaires de la romancière et militante pour les droits de l’homme Aslı Erdoğan.

## Accueil de la critique
À l'international, Le Sillon est retenu dans le palmarès des douze romans étrangers de l'année 2018 pour le quotidien québécois Le Devoir.

## Éditions
- Éditions Le Tripode, 2018,  (ISBN 9782370551672)[6].